# مرتزق

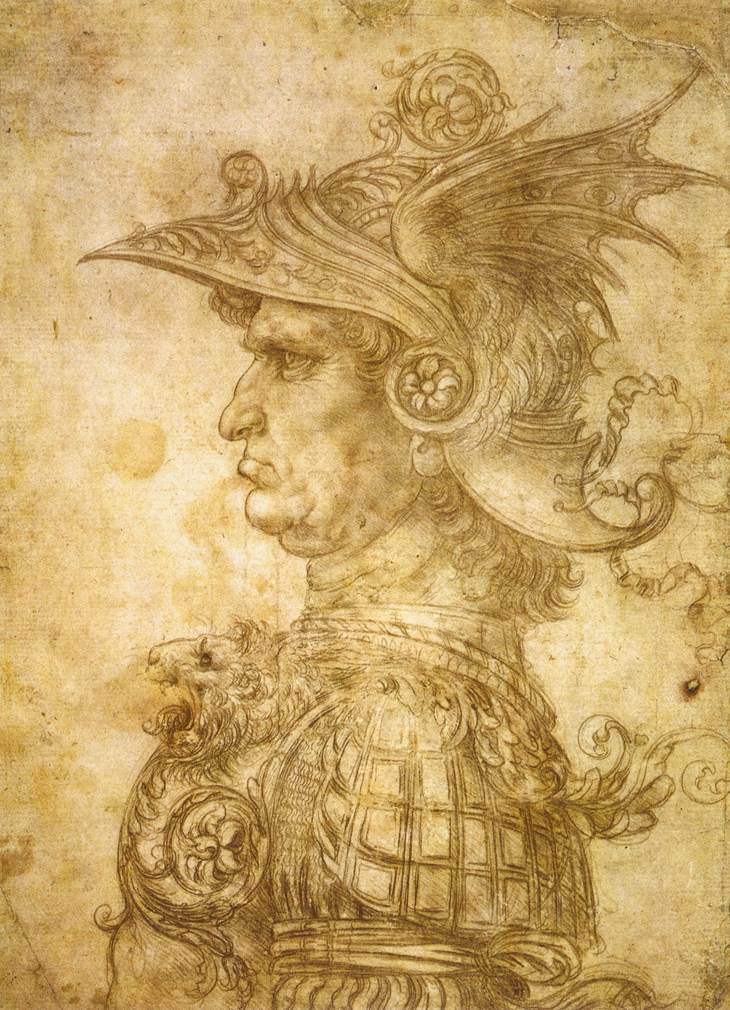
لوحة كوندوتييرو لليوناردو دا فينشي

المُرتزِق هو كل شخص يقوم بأي عمل بمقابل مادي بغض النظر عن نوعية العمل أو الهدف منه وغالبا يطلق اسم على من يخدم في القوات المسلحة لبلد أجنبي من أجل المال. استخدمت بلاد فارس واليونان وروما، في الأزمنة القديمة، المرتزقة. وشاع استخدامهم خلال الفترة من القرن الثاني عشر حتى القرن السادس عشر الميلاديين، فقد استأجر كثير من الحكام آنذاك جنودا محترفين مدربين لحماية دولهم، كما أن بعض الحكام ربحوا أموالا بتأجير جيوشهم لدول أخرى للعمل كمرتزقة، استأجرت بريطانيا أثناء الثورة الأمريكية (1775 - 1783) جنودا ألمان، سُموا جنود هسن، لمحاربة السكان الأمريكيين. ومن جهة أخرى، كان الأبطال العسكريون مثل كاسيمير بولاسكي البولندي وبارون فون شتوبن البروسي ـ الذين ساعدا السكان الأمريكيين مرتزقة أيضا. قلل ظهور الجيوش الوطنية إلى درجة كبيرة من الحاجة إلى المرتزقة وفي بعض الأحيان ينقلبون المرتزقة على أسيادهم طمعا في الدولة ويسيطرون عليها، وفي وقتنا الحالي تم استخدامهم بكثرة في بعض الدول العربية من مختلف الجنسيات نظرا للحروب الدائرة في المنطقة وخصوصا في سوريا وليبيا.

## لُغويًا
ارتزقَ، يرتزقُ، ارتزاقًا، فهو مُرتزِق.
من الأخطاءِ الشائعةِ في نَطقِ كلمةِ «مُرتزِق» هو فتحُ الزاي، فيقولون «هم مرتزَقة» وهذا خطأ، والصواب أن نقولَ «هم مرتزِقةٌ» بكسرها؛ وذلك لأن اسم الفاعل من الفعل فوق الثلاثي يُشتَق على وزن مُفتعِل، ولنضرب مثالًا على ذلك في كلمة دقّق فهو مُدقِّق، أو انتصر فهو منتصِر.